# Lyons (Illinois)
Lyons falu az USA Illinois államában, Cook megyében. Lakosainak száma 10 817 fő (2020. április 1.).

## Népesség
A település népességének változása:
| Lakosok száma | 486  | 10 729 | 10 817 |
|               | 1880 | 2010   | 2020   |